# Camille Paulus
Pour les articles homonymes, voir Paulus.
Camille Paulus est un avocat et un homme politique belge membre du parti libéral-démocrate Open Vlaamse Liberalen en Democraten, né à Aartselaar le 24 avril 1943.
Il est notamment gouverneur de la province d'Anvers.
Il donne également son nom à une commission d'enquête, la commission Paulus, établie en 2004 à la suite de la catastrophe de Ghislenghien, dans le but de fonder les bases de la réforme de la sécurité civile belge, qui sera finalement adoptée en 2007 et mise en place en 2015.

## Biographie
Camille Paulus possède un, doctorat en droit de l'Université libre de Bruxelles.

## Mandats
- 1989-1993 : Bourgmestre d'Aartselaar[2].
- 1993-2008 : Gouverneur de la province d'Anvers.